# Gameloft
Gameloft ist ein französischer Videospielpublisher, der lange zu den weltgrößten Entwicklern und Herausgebern von Videospielen für Mobilgeräte und PC zählte. Die Spiele waren anfangs in erster Linie für Mobiltelefone konzipiert, Gameloft entwickelt aber mittlerweile überwiegend für Apple iOS, Android und Windows 10. Der Hauptfirmensitz befindet sich in Frankreich, es gibt Zweigstellen auf der ganzen Welt.
Das Unternehmen war Bestandteil des CAC-Small-Index und ist heute eine Tochter von Vivendi.

## Geschichte
Im Jahr 1999 wurde die Firma von Michel Guillemot gegründet, seit 2003 schreibt sie schwarze Zahlen. Im vierten Quartal des Jahres 2007 überholte Gameloft mit einem Umsatz von 26 Millionen Euro seine Konkurrenten auf dem jungen Markt offiziell und stieg damit zum Weltmarktführer auf. Das Unternehmen entwickelt Spiele für mobile Endgeräte, die entweder mit der Technologie Java, BREW oder Symbian OS ausgestattet sind. Die Gesamtzahl der mit einer dieser Technologien ausgestatteten Mobilgeräte wird bis 2012 auf rund 5 Milliarden geschätzt. Viele Gameloft-Spiele sind zudem für Apples iPhone/iPod touch/iPad, Android, Blackberry 10, Windows Phone, WebOS, Nintendo WiiWare und DSi, Microsofts XBOX Live Arcade sowie Sonys PSN und PSP Store erhältlich.
Ende 2007 arbeiteten 4000 Mitarbeiter für Gameloft, 50 % mehr als Ende des Vorjahres 2006. Der Umsatz steigerte sich von 68,4 Millionen Euro (2006) auf 96,1 Millionen Euro (2007), was ein Umsatzplus von 40 % darstellt. Derzeit umfasst die Produktpalette von Gameloft rund 200 Mobile Games für über 1200 verschiedene mobile Endgeräte, welche in über 80 Ländern durch mehr als 180 Partner verkauft werden. Gameloft hat für 2008 außerdem angekündigt, 15 der ersten Spiele für das iPhone von Apple zu veröffentlichen.
Gameloft erzielte 2008 einen Konzernumsatz von 110,3 Millionen Euro – eine Steigerung von 15 % zum Vorjahr. Mobile Spiele stehen dabei für 93 % der erzielten Ergebnisse, Videospiele für die verbleibenden 7 % in 2008. Auf dem europäischen Markt entfallen 43 % der Umsätze, auf Nordamerika 30 %, und 27 % auf die restlichen Staaten.
Im Geschäftsjahr 2011 erzielte Gameloft einen Umsatz von 164,4 Millionen Euro, was eine Steigerung von 17 % im Bezug auf das Vorjahr (141 Millionen) bedeutet. Zu dem Zeitpunkt hatte Gameloft 35 Millionen aktive Nutzer und Gameloft-Spiele für iOS und Android wurden 125 Millionen Mal heruntergeladen. Ebenfalls 2011 lizenzierte Gameloft die Unreal Engine 3, um sie unter iOS und Android einzusetzen. Das erste Projekt namens „March of Heroes“ wurde jedoch im September desselben Jahres aufgegeben.
Im Juni 2016 gab Vivendi bekannt, dass man trotz Ablehnung durch das Gameloft-Management die Mehrheit am Unternehmen übernommen habe.

## Entwickelte Spiele (Auswahl)
| Spiel                      | Spiel                                      | Plattform(en)                                    | Plattform(en)  | Plattform(en)                                                            |
| Serie                      | Einzeltitel                                | Smartphones                                      | PC             | Sonstige                                                                 |
| -------------------------- | ------------------------------------------ | ------------------------------------------------ | -------------- | ------------------------------------------------------------------------ |
|                            | 9mm                                        | iOS, Android                                     |                |                                                                          |
| Assassin’s Creed           | Assassin’s Creed: Altaïr's Chronicles      | iOS, Palm Pre                                    |                |                                                                          |
| Asphalt                    |                                            | iOS, Android, Blackberry Playbook, Blackberry 10 | Windows, macOS | Symbian^3, HP TouchPad, Nintendo DSi                                     |
| -                          | Blitz Brigade                              | iOS, Android                                     | Windows        |                                                                          |
| Brothers In Arms           | Brothers In Arms 2                         | iOS, Android                                     |                |                                                                          |
|                            | Dragon Mania Legends                       | iOS, Android                                     | Windows        |                                                                          |
| Dungeon Hunter             |                                            | iOS, Android, Palm Pre                           | Windows        |                                                                          |
| Gangstar                   | Gangstar Rio: City of Saints               | iOS, Android, Palm Pre                           |                |                                                                          |
| Gangstar                   | Gangstar Vegas                             | iOS, Android, Palm Pre                           |                |                                                                          |
| Gangstar                   | Gangstar New Orleans                       | iOS, Android, Palm Pre                           |                |                                                                          |
| -                          | Ich – Einfach unverbesserlich: Minion Rush | iOS, Android                                     | Windows        |                                                                          |
| Modern Combat              | Modern Combat: Sandstorm                   | iOS, Android, Palm Pre                           |                | Bada                                                                     |
| Modern Combat              | Modern Combat 2: Black Pegasus             | iOS, Blackberry Playbook                         |                | Symbian^3                                                                |
| Modern Combat              | Modern Combat 3: Fallen Nation             | iOS, Android                                     |                |                                                                          |
| Modern Combat              | Modern Combat 4: Zero Hour                 | iOS, Android                                     |                |                                                                          |
| Modern Combat              | Modern Combat 5: Blackout                  | iOS, Android                                     | Windows        |                                                                          |
| Modern Combat              | Modern Combat Versus                       | iOS, Android                                     | Windows        |                                                                          |
| Order & Chaos              |                                            | iOS, Android                                     | Windows        |                                                                          |
| -                          | Oregon Trail                               | iOS, Palm Pre, Blackberry 10                     |                |                                                                          |
| Real Football              |                                            | iOS, Android, Blackberry 10                      |                | Symbian^3, Nintendo DSi                                                  |
| Shrek                      | Shrek                                      | iOS, iPod Classic, Palm Pre                      |                | PlayStation Network, Xbox Live Arcade                                    |
| Shrek                      | Shrek 2                                    | iOS, iPod Classic, Palm Pre                      |                | PlayStation Network, Xbox Live Arcade                                    |
| Shrek                      | Shrek Forever After                        | iOS, iPod Classic, Palm Pre                      |                | PlayStation Network, Xbox Live Arcade                                    |
| Sonic the Hedgehog         | Sonic Runners Adventure                    | iOS, Android                                     |                |                                                                          |
| Sonic the Hedgehog         | Sonic Unleashed                            | BlackBerry 890, Android                          |                |                                                                          |
| -                          | Six Guns                                   | iOS, Android                                     | Windows        |                                                                          |
| Tom Clancy’s H.A.W.X       |                                            | iOS, Android, Palm Pre                           |                |                                                                          |
| Tom Clancy’s Splinter Cell | Conviction                                 | iOS, Android                                     |                |                                                                          |
| -                          | Disney Dreamlight Valley                   |                                                  | Windows, macOS | Nintendo Switch, PlayStation 4, PlayStation 5, Xbox One, Xbox Series X/S |

## Weiteres

### Gameloft LIVE!

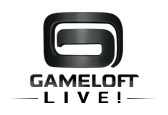
Das Gameloft LIVE! Logo

Gameloft entwickelte ein System namens Gameloft LIVE!, in dem man Spiele, die dafür ausgelegt sind, online gegeneinander spielen kann. Dies erfolgt über WiFi oder 3G. Eine Registrierung ist erforderlich.

### Freemium
Seit 2011 veröffentlicht Gameloft unter anderem Spiele mit dem von manchen Spielern kritisierten Freemium-Geschäftsmodell. Neben Neuentwicklungen wurden auch Spielereihen mit bis dato kostenpflichtigen Spielen in dieses Schema gesetzt. Am 20. März 2012 kündigte Gameloft an, in Zukunft nur noch Spiele mit Freemium- und Paymium-Geschäftsmodell zu veröffentlichen.

## Kritik
Gameloft wird oft dafür kritisiert, bekannte Videospiele zu kopieren, wie bei Gangstar Vegas (Grand Theft Auto), Nova (Halo), Asphalt (Need for Speed) oder Modern Combat (Call of Duty). Dagegen wehrte sich Gameloft mit dem Hinweis, dass der Spieleindustrie nur eine begrenzte Anzahl an Innovationen zur Verfügung stehe.